# Бинанс
„Binance“ (произнася се Бинанс, а не Байнанс) е най-голямата към 2024 година криптоборса в света. Името ѝ идва от съчетание на финансовите термини „бинарни“ и „финанси“. Основана едва през 2017 година, тя е една от най-бързо развиващите се в глобален мащаб финансови институции. Борсата търгува със стотици криптовалути, като почти ежедневно добавя нови имена към своето портфолио. Двойките за възможна търговия обикновено са свързани с бинанскойн, биткойн, етериум или USDC.

## История
Основател и бивш изпълнителен директор на „Бинанс“ е Чанпенг Жао, който напуска поста си на 21 ноември 2023 година.
Жао успява да улови момента, в който криптовалутите достигат своя връх и основава една от най-успешните финансови компании. Впоследствие „Бинанс“ представя и своя монета – бинанскойн, с която могат да се заплащат таксите за трансфери между криптовалутите. Само в рамките на няколко месеца бинанскойн влиза в топ 10 по пазарна капитализация и оттогава насам е неизменна част от този елит. Според Чанпенг Жао нарастването с над 9000% на валутата в сравнение с началната ѝ стойност е нищо в сравнение с това, което се очаква в бъдеще.
„Бинанс“ е хакната на 7 май 2019 година, когато хакери крадат 7000 биткойна. Фактът, че криптоборсата успява да възстанови загуби на стойност над 40 705 000 щатски долара в рамките на дни, повишава още повече доверието в нея и представената от нея криптовалута. Създаденият от Жао и компания фонд за сигурни активи за потребители (SAFU), създаден през юли 2018 година е достатъчен, за да се покрият загубите на близо 2% от общия обем на инвестиции в борсата.
Буквално дни по-късно „Бинанс“ още повече затвърждава доброто усещане у своите клиенти. На 3 юни 2019 година потребител на борсата прехвърля 1,26 млрд. щатски долара, като за трансакцията заплаща едва 124,6 щатски долара. Тази трансакция потвърждава неимоверната стойност и приложимост на криптовалутите, а посетителите на „Бинанс“ за пореден път се убеждават, че криптоборсата е тук, за да остане.
В рамките на по-малко от две години „Бинанс“ успява да натрупа над 1 милион посещения дневно на своя сайт.
На 16 септември 2019 година „Бинанс“ пуска в обращение и свой собствен стейбълкойн, вързан към щатския долар. Криптовалутата се казва BUSD (Binance USD), като е втора от вида си, след като малко по-рано от компанията пускат и валута, свързана с британската лира – BGBP.
След напускането на Чaнпeнг Жao компанията назначава Pичapд Teнг зa нoв глaвeн изпълнитeлeн диpeĸтop. Дo този момент Teнг е pъĸoвoдитeл нa peгиoнaлнитe пaзapи извън Cъeдинeнитe щaти.
Жao пoдaва ocтaвĸa и се пpизнaва зa винoвeн пo oбвинeниятa, пoвдигнaти cpeщy нeгo oт Mиниcтepcтвoтo нa пpaвocъдиeтo нa CAЩ.
Към настоящият момент всички продукти на борсата са локализирани и достъпни на български език.